# Joan de Geneville
Joan de Geneville (auch Joinville; verheiratet Joan de Mortimer, Countess of March) (* 2. Februar 1286; † 19. Oktober 1356) war eine englische Adlige und Ehefrau von Roger Mortimer.

## Leben

### Herkunft, Erbe und Heirat
Joan de Geneville war die älteste Tochter von Peter de Geneville und dessen Frau Jehan de la Marche. Ihr Vater war der älteste Sohn von Geoffrey de Geneville, starb aber bereits 1292 vor seinem Vater. Nach dem Tod ihres Vaters beschloss ihr Großvater, dass Joan seine einzige Erbin sein sollte, und schickte ihre beiden Schwestern Beatrice und Maud als Nonnen in das Kloster Aconbury Priory. Damit wurde Joan Erbin der Besitzungen ihres Großvaters in England, Wales und Irland. In Wales gehörte der Familie die Herrschaft von Ludlow Castle, in Irland Meath sowie die Freiheit Trim samt Trim Castle. Über ihre Mutter Jehan de la Marche, eine Tochter von Hugo XII. von Lusignan, hatte Joan dazu Ansprüche auf Besitzungen in der Gascogne.
Ihr Großvater väterlicherseits Geoffrey de Geneville arrangierte für die reiche Erbin die Heirat mit Roger Mortimer, dem Erben von Edmund Mortimer of Wigmore, einem mächtigen Marcher Lord. Vermutlich 1299 oder 1300 fand die Verlobung statt, und nach weiteren finanziellen Absprachen zwischen den beiden Familien wurde die Ehe am 20. August 1301 in Pembridge, einem Gut der Familie Mortimer bei Wigmore, geschlossen.

### Ehe mit Roger Mortimer of Wigmore
Roger und Joan erhielten nach ihrer Hochzeit trotz ihrer Jugend einen eigenen Haushalt. Innerhalb von drei Jahren nach ihrer Hochzeit bekamen sie zwei Kinder. Im Februar 1308 gehörte sie zu den Hofdamen, die Isabelle de France, die Frau von König Eduard II. bei ihrer Ankunft in Dover begrüßten. Sie nahm 1308 an der Krönung des Königspaares teil und blieb danach offiziell Hofdame der Königin, doch offenbar befand sie meistens im Gefolge ihres Mannes.
Von 1308 bis 1309 begleitete sie ihn nach Irland. Ihr Großvater überließ ihr 1308 seine irischen Besitzungen. Nach einem Aufenthalt in England begleitete sie von 1310 bis 1312 erneut ihren Mann nach Irland, wo dieser sich um die irischen Güter kümmerte. Roger Mortimer stieg später zum Justiciar und zum King’s Lieutenant von Irland auf. 1318 kehrte er nach England zurück, wo er rasch in die innenpolitischen Konflikte während der Herrschaft von Eduard II. verwickelt wurde. Im März 1321 gehörte er zu den Marcher Lords, die gegen den königlichen Günstling Hugh le Despenser rebellierten. Vermutlich sah Joan ihren Mann zuletzt im Sommer 1321, ehe dieser sich im Januar 1322 dem König ergeben musste. Mortimer wurde im Tower of London inhaftiert.

### Inhaftierung und Gefangenschaft
Der König rächte sich auch an der Familie des Rebellen. Am Tag nach Mortimers Kapitulation befahl der König die Verhaftung seiner Familie, und Joan wurde in Wigmore Abbey festgenommen. Ihre Besitztümer wurden beschlagnahmt und verkauft, sie selbst wurde zunächst im Tower of London inhaftiert. Dort war sie getrennt von ihrem Mann, der dort ebenfalls eingekerkert war, untergebracht und unterstand der Aufsicht der Königin. Auch von ihren Kindern wurde sie getrennt. Ihre älteren Söhne wurden in königlichen Burgen inhaftiert, ihre älteren Töchter in verschiedenen Klöstern.
Nachdem ihr Mann im August 1323 in einer spektakulären Flucht aus dem Tower entkommen konnte, setzte sich Königin Isabelle bei der Regierung dafür ein, dass für den Lebensunterhalt ihrer früheren Hofdame mehr Geld bewilligt wurde. Schließlich durfte Joan den Tower verlassen und wurde danach, ähnlich wie die Frauen von anderen Rebellen, mit einem kleinen Gefolge von fünf Dienerinnen und Dienern in Hampshire in Hausarrest festgehalten.
Ihr Mann flüchtete nach Frankreich. Dort begann er spätestens 1325 ein Verhältnis mit Königin Isabelle, die wegen des Einflusses von Hugh le Despenser auf ihren Mann Eduard II. nach einer diplomatischen Mission in Frankreich geblieben war. Eduard II. befürchtete schon bald nach Mortimers Flucht eine Invasion von ihm in England. Joan wurde deshalb im April 1324 nach Skipton Castle in Yorkshire verlegt.

### Leben während der Regentschaft ihres Mannes, letzte Jahre und Tod

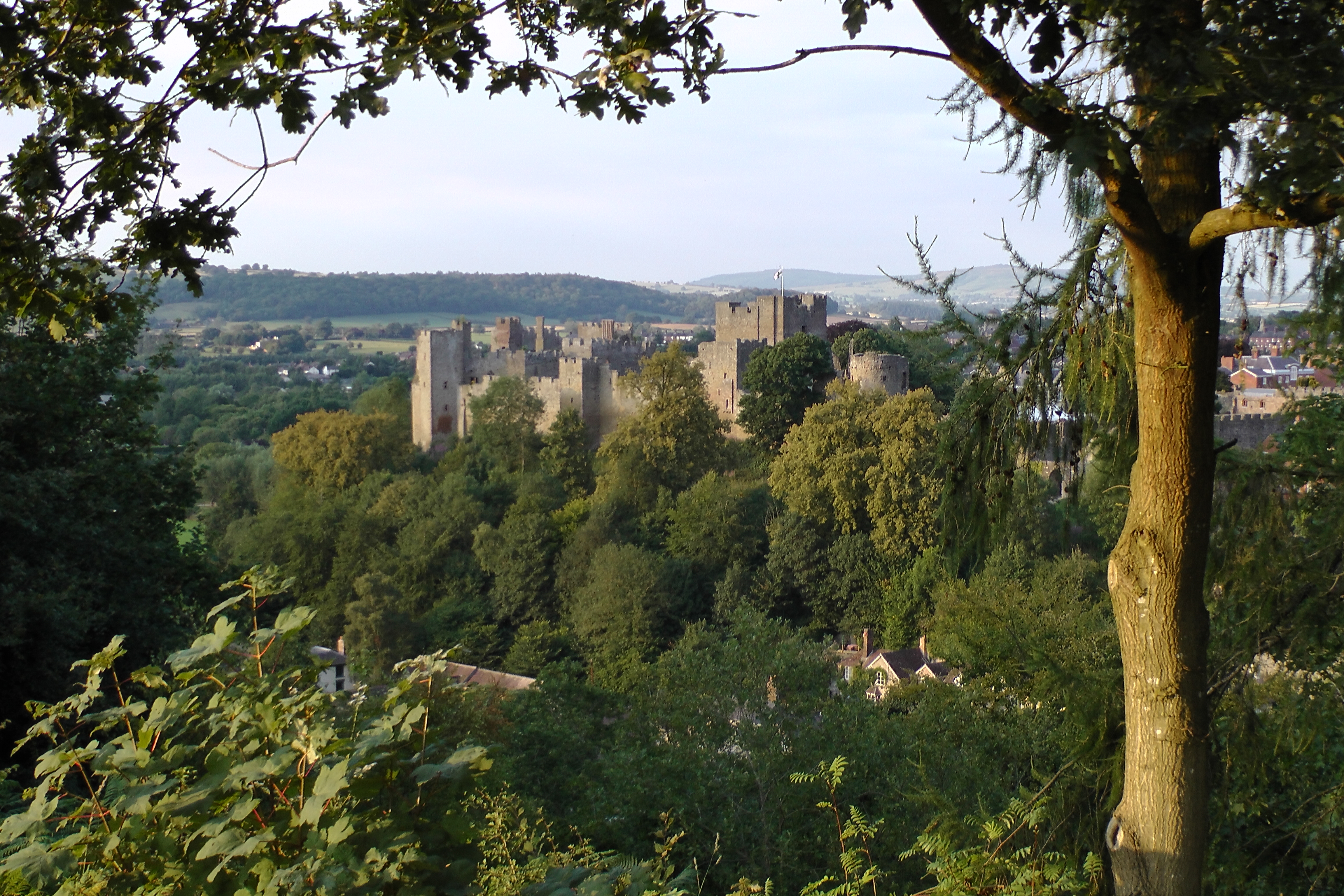
Ludlow Castle, der spätere Hauptwohnsitz von Joan de Geneville

Im Herbst 1326 landeten Isabelle und Mortimer mit einem kleinen Heer tatsächlich in England und stürzten die Herrschaft von Eduard II. und von Despenser. Zusammen mit Isabelle übernahm Mortimer nun anstelle des minderjährigen neuen Königs Eduard III. die eigentliche Herrschaft. Zwar traf Mortimer offenbar im November 1326 seine Frau wieder und schickte ihr in der Folge Geschenke wie Bücher, aber er kehrte nicht zu seiner Frau zurück. Stattdessen blieb er am Königshof und setzte offenbar sein Verhältnis mit der Königinmutter fort.
Als 1328 und 1329 in zwei Doppelhochzeiten vier von Joans und Mortimers Töchter verheiratet wurden, besuchte Mortimer mit der Königin Ludlow Castle, wo Joan nun lebte. Damit er nicht mit seiner Frau und seiner Geliebten unter einem Dach leben musste, hatte er zuvor in der Burg ein zweites Wohngebäude errichten lassen. Als Mortimer 1328 zum Earl of March erhoben wurde, wurde Joan entsprechend Countess of March.
Im Oktober 1330 stürzte der junge König in einem Staatsstreich Mortimer und ließ ihn als Verräter hinrichten. Seine Besitzungen wurden beschlagnahmt und seine Titel für verwirkt erklärt. Nachdem Mortimers Leiche zunächst in Coventry beigesetzt worden war, erhielt Joan nach einem Jahr im November 1331 die Erlaubnis, ihn nach Wigmore zu überführen. Ob Mortimers Leiche tatsächlich nach Wigmore oder nach Shrewsbury überführt wurde oder doch in Coventry blieb, ist ungeklärt.
Joan war nach Mortimers Sturz zunächst ebenfalls des Verrats beschuldigt worden und verlor ihren Titel, obwohl sie während der Regentschaft ihres Mannes nicht am Königshof, sondern in Ludlow gelebt hatte. Erst im Mai 1336 wurde sie begnadigt und erhielt ihr väterliches Erbe in Irland zurück, dazu erhielt sie eine Entschädigung für entgangene Einkünfte. Sie heiratete nicht erneut. Vermutlich wurde sie nach ihrem Tod neben Roger Mortimer beigesetzt.

### Nachkommen und Erbe
Mit ihrem Mann Roger hatte Joan mindestens zwölf Kinder:
- Edmund Mortimer, 1. Baron Mortimer (1302–1331/2)
- Margaret Mortimer (1304–1337) ⚭ Thomas de Berkeley, 3. Baron Berkeley
- Roger Mortimer (1305/6–1328)
- Maud Mortimer (1307–nach 1345) ⚭ John Charlton, 2. Baron Charlton
- Geoffrey Mortimer (1308/9–1372/6)
- John Mortimer († 1328)
- Joan Mortimer (1311/2–zwischen 1337 und 1351) ⚭ James Audley, 3. Baron Audley of Heleigh
- Isabella (1311/3–nach 1327)
- Katherine Mortimer († 1369) ⚭ Thomas de Beauchamp, 11. Earl of Warwick
- Agnes Mortimer (1315/21–1368) ⚭ Lawrence Hastings, 1. Earl of Pembroke
- Beatrice Mortimer (1315/1321–1383)

1. ⚭ Edward of Brotherton († 1334), Sohn des Thomas of Brotherton, 1. Earl of Norfolk
2. ⚭ Thomas de Braose, 1. Baron Brewes (Haus Braose)

- Blanche Mortimer (1315/22–1347) ⚭ Piers de Grandison, 2. Baron Grandison

Bis zu Mortimers Gefangenschaft ab 1321 hatten Joan und er wahrscheinlich eine enge und gute Beziehung. Sie versorgten nicht wie andere Adlige ihrer Zeit nur ihren ältesten Sohn und ihre älteste Tochter, sondern versuchten, allen eine Heirat zu ermöglichen und statteten sie mit Besitzungen aus. Da Joans ältester Sohn Edmund bereits vor ihr gestorben war, wurde dessen Sohn, ihr Enkel Roger Mortimer ihr Erbe. Diesem war zwei Jahre vor Joans Tod die Rehabilitierung seines Großvaters gelungen, so dass Joan erneut den Titel Countess of March führen durfte.